# Leandro N. Alem (San Luis)
Leandro N. Alem es una localidad del departamento Ayacucho, en el norte de la provincia de San Luis, Argentina, situada a 110 kilómetros de la ciudad capital de San Luis. T

## Toponimia
Tuvo el nombre oficial de "Los Corrales" hasta 1936 y luego se llamó "6 de septiembre" hasta 1947, año en que adoptó la denominación que tiene hasta la actualidad en honor la conocido político argentino Leandro Alem.

## Población
Contó con 379 habitantes (Indec, 2010), lo que representó un incremento del 30% frente a los 291 habitantes (Indec, 2001) del censo anterior.
Según el censo 2022 la población total de la Comisión municipal fue de 558 personas. En tanto, el número de viviendas registradas fue de 330.
| Gráfica de evolución demográfica de Leandro N. Alem entre 1960 y 2022 |
|                                                                       |
| Fuente: Censos nacionales del INDEC                                   |